# Гарсия, Дэнни
Дэнни Гарсия (англ. Danny Garcia; род. 20 марта 1988, Филадельфия, Пенсильвания, США) — американский боксёр-профессионал, выступающий в первой полусредней и в полусредней весовых категории. Чемпион мира по версиям WBC (2012—2015) и WBA (2012—2015) в 1-й полусредней, WBC (2016—2017) полусредней весовых категориях.
Спортсмен года по версии Филадельфийской ассоциации писателей, пишущих о спорте (PSWA) (2013).

## Любительская карьера
Провёл 120 любительских боев
- 2005 чемпион турнира Tammer
- 2005 чемпион США среди юниоров
- 2006 чемпион США

## Профессиональная карьера
Дебютировал в ноябре 2007 года в полусредней весовой категории.
В декабре 2008 года Гарсия победил по очкам в 8-раундовом бою джорнимена Луиса Альфредо Луго. Поединок проходил на телеканале HBO PPV, в рамках шоу, главным событием которого был бой Оскар Де Ла Хойя — Мэнни Пакьяо.

### Первый полусредний вес

#### Бой с Нейтом Кэмпбеллом
В апреле 2011 года Дэнни Гарсия встретился с экс-чемпионом мира в лёгком весе по версиям WBA, IBF и WBO Нейтом Кэмпбеллом. Скорости и техники Гарсии для Кэмпбелла оказалось слишком много и в итоге все трое судей отдали победу Дэнни с разгромным счетом: 100-90, 99-91 и 98-91. На этот момент Гарсия добился наиболее значимой победы в профессиональной карьере. Поединок проходил в рамках шоу, организованного телеканалом HBO, главным событием которого был бой Эрик Моралес — Маркос Майдана.

#### Бой с Кендаллом Холтом
В октябре 2011 года Гарсия встретился с экс-чемпионом мира по версии WBO в 1-м полусреднем весе Кендаллом Холтом. На кону стоял вакантный титул интерконтинентального чемпиона по версии WBO в 1-м полусреднем весе. Большая часть боя проходила в равной борьбе, но удары Гарсии всё же производили большее впечатление как на зрителей, так и на соперника. Финальные раунды также остались за Дэнни, сумевшего сохранить больше сил для заключительного рывка. В итоге мнения судей разделились: один дал счет 115—113 в пользу Холта и двое дали по 117—111 в пользу Гарсии. Поединок проходил в рамках шоу, организованного телеканалом HBO, главным событием которого был бой Бернард Хопкинс — Чед Доусон.

#### Чемпионский бой с Эриком Моралесом
В марте 2012 года Гарсия встретился с легендарным чемпионом мира в четырёх весовых категориях Эриком Моралесом. На взвешивании перед боем Моралес не смог уложиться в рамки 1-го полусреднего веса и был лишён принадлежащего ему титула WBC, который стал вакантным и был поставлен на кон в этом бою только для Гарсии. Большая часть раундов проходила в позиционной борьбе и невысоком темпе без чьего-либо отчетливого преимущества. Как правило, первая половина трехминутки отходила Моралесу, действовавшему точнее, а во второй получше смотрелся Гарсия, которому удавалось проводить более акцентированные попадания. Но в финальной части противостояния лидер вырисовался уже четко: в 11-м раунде Гарсии удалось вытянуть Моралеса в размен и, проведя несколько точных левых боковых, отправить его в нокдаун. Эрик продержался и до конца раунда, но финальную трехминутку тоже отдал сопернику. Заслуженность победы Дэнни никем не оспаривалась: 116—112, 117—110 и 118—109. Дэнни Гарсия стал новым чемпионом мира в 1-м полусреднем весе.

#### Бой с Амиром Ханом
В июле 2012 года Гарсия в объединительном бою встретился с «суперчемпионом» мира по версии WBA в 1-м полусреднем весе Амиром Ханом. Начало боя прошло с небольшим преимуществом Хана, заметно превосходившего соперника в скорости и успешно пользовавшегося излюбленным челноком. Тем не менее, зачётные моменты были и у Гарсии, время от времени попадавшего размашистыми хуками навстречу Амиру. Постепенно атаки Дэнни выглядели все опаснее, и в конце концов ему удалось провести разящий удар — в 3-м раунде после левого бокового Гарсии Хан отправился в тяжёлый нокдаун и спасся только благодаря своевременно подоспевшему гонгу. За минутный перерыв Амиру не удалось восстановиться, и Дэнни с самого начала 4-го раунда принялся добивать потрясённого соперника. Хан мужественно переносил многократные попадания оппонента и в одном из эпизодов даже сумел отличиться сам, однако все равно побывал в двух нокдаунах. После второго отсчета рефери остановил встречу к радости Гарсии и возмущению Хана. Гарсия объединил титулы.

#### Бой с Эриком Моралесом II
В октябре 2012 года состоялся реванш между Дэнни Гарсией и Эриком Моралесом. После двух равных стартовых раундов, в конце 3-й трехминутки Гарсии удалось потрясти Моралеса попаданием справа, но гонг не позволил чемпиону развить преимущество. Однако, за время минутного перерыва Эрик так и не успел полностью восстановится, и в 4-м раунде Дэнни удалось провести убойный левый боковой, отправивший Моралеса в нокаут.

#### Бой с Забом Джудой
В апреле 2013 года Гарсия встретился с бывшим абсолютным чемпионом мира Забом Джудой. Первые пять раундов проходили в относительно равной борьбе с небольшим количеством опасных моментов, однако в 6-м ход поединка сильно изменился — Гарсия начал часто попадать мощными ударами и потрясать Джуду. В 8-м раунде апперкот отправил Джуду в нокдаун. Но Джуда сумел восстановиться и переломить ход боя, и уже в свою очередь начал наносить мощные удары, потрясающие Гарсию. Вторая половина поединка выдалась значительно более активной и зрелищной, чем первая. По итогам 12-ти раундов судьи единогласным решением отдали победу Дэнни Гарсии.

#### Бой с Лукасом Матиссе
В сентябре 2013 года Гарсия встретился с Лукасом Матиссе. Начальные раунды остались за аргентинцем. В средних раундах Гарсия смог выровнять бой. В восьмом раунде у Маттисса вследствие гематомы закрылся правый глаз. В это время Гарсия активизировался и стал часто доставать Матиссе ударами. В перерыве между раундами катмену аргентинца удалось открыть глаз и на десятый раунд он вышел полностью зрячим. В начале одиннадцатого раунда Матиссе нанёс мощный правый прямой, от которого капа Гарсии вылетела. Однако американцу удалось устоять и отправить Матиссе в нокдаун. Нокдаун был спорный и многие сочли что аргентинец запутался в канатах. По ходу боя Гарсия позволял себе удары ниже пояса, однако рефери Тони Уикс оштрафовал его только в одиннадцатом раунде. В концовке последнего раунда Матиссе пошёл в размен, в котором смог нанести несколько точных ударов. Тем не менее для победы этого не хватило и Гарсия победил близким решением судей.

### Переход в полусредний вес

#### Бой с Полом Малиньяджи
В 2015 году оставил чемпионские пояса вакантными, перейдя в полусредний вес. Первый поединок в полусреднем весе состоялся 1 августа 2015 года против экс-чемпиона в двух весовых категориях Пола Малиньяджи, который закончился досрочной победой Гарсия в 9-м раунде.

#### Чемпионский бой с Робертом Герреро
23 января 2016 года завоевал вакантный титул чемпиона мира по версии WBC в полусреднем весе. Победил Роберта Герреро единогласным решением судей.

#### Объединительный бой с Китом Турманом
Поражение Гарсии Киту Турману раздельным решением судей.

#### Чемпионский бой с Шоном Портером
8 сентября 2018 года встретился с Шоном Портером. На кону стоял вакантный титул WBC в полусреднем весе. Дэнни Гарсия потерпел поражение по очкам..

## Список поединков
В таблице перечислены результаты всех поединков боксёров.
В каждой строке указан результат поединка. Дополнительно номер поединка обозначен цветом, который обозначает итог поединка. Расшифровка обозначений и цветов представлена в нижеследующей таблице.
| Пример | Расшифровка                     |
| ------ | ------------------------------- |
|        | Победа                          |
|        | Ничья                           |
|        | Поражение                       |
|        | Планируемый поединок            |
|        | Поединок признан несостоявшимся |
| КО     | Нокаут                          |
| ТКО    | Технический нокаут              |
| PTS    | Решение судей (по очкам)        |
| UD     | Единогласное решение судей      |
| MD     | Решение большинства судей       |
| SD     | Раздельное решение судей        |
| RTD    | Отказ от продолжения боя        |
| DQ     | Дисквалификация                 |
| NC     | Поединок признан несостоявшимся |

| Результат | Соперник                     | Тип | Раунд, Время | Дата             | Место проведения                       | Дополнительно |
| --------- | ---------------------------- | --- | ------------ | ---------------- | -------------------------------------- | --- |
| 37-3      | Хосе Бенавидес (27-2-1)      | MD  | (12)         | 31 июля 2022     | Барклайс-центр, Бруклин, Нью-Йорк, США | Счёт: 114-114, 116-112, 117-111. |
| 36-3      | Эррол Спенс (26-0)           | UD  | (12)         | 5 декабря 2020   | AT&T Stadium, Арлингтон, Техас, США    | Бой за титул чемпиона мира по версиям WBC (1-я защита Спенса) и IBF (5-я защита Спенса) в полусреднем весе.                                                                |
| 36-2      | Иван Редкач (23-4-1)         | UD  | 12           | 25 января 2020   | Барклайс-центр, Бруклин, Нью-Йорк, США | Счёт: 117-111, 118-110, 117-111. |
| 35-2      | Адриан Гранадос (20-6-2)     | KO  | 7 (12), 1:33 | 20 апреля 2019   | Карсон (Калифорния), США               | Завоевал вакантный титул чемпиона по версии WBC Silverв полусреднем весе.                                                                                                  |
| 34-2      | Шон Портер (28-2-1)          | UD  | 12           | 8 сентября 2018  | Барклайс-центр, Бруклин, Нью-Йорк, США | Счёт: 112-116, 113-115, 113-115. Бой за вакантный титул чемпиона мира по версии WBC в полусреднем весе.                                                                    |
| 34-1      | Брэндон Риос (34-3-1)        | ТКО | 9 (12), 2:25 | 17 февраля 2018  | Лас-Вегас, США                         | |
| 33-1      | Кит Турман (27-0)            | SD  | 12           | 4 марта 2017     | Бруклин, Нью-Йорк, США                 | Счёт: 112-116, 115-113, 113-115. Объединительный бой за титулы чемпиона мира по версиям WBA Super и WBC.                                                                   |
| 33-0      | Сэмюел Варгас (25-2-1)       | ТКО | 7 (12), 2:17 | 12 ноября 2016   | Филадельфия, США                       | |
| 32-0      | Роберт Герреро (33-3-1)      | UD  | 12           | 23 января 2016   | Лос-Анджелес, США                      | Бой за вакантный титул чемпиона мира по версии WBC в полусреднем весе. 116-112, 116-112, 116-112.                                                                          |
| 31-0      | Пол Малиньяджи (33-6-0)      | TKO | 9 (12), 2:22 | 1 августа 2015   | Бруклин, Нью-Йорк, США                 | Успешно дебютировал в полусреднем весе. |
| 30-0      | Ламонт Питерсон (33-2-1)     | MD  | 12           | 11 апреля 2015   | Бруклин, Нью-Йорк, США                 | 114-114, 115-113, 115-113. |
| 29-0      | Род Салка (19-3)             | KO  | 2 (12), 2:31 | 9 августа 2014   | Бруклин, США                           | |
| 28-0      | Маурисио Эррера (20-3)       | MD  | 12           | 15 марта 2014    | Баямон, Пуэрто-Рико                    | 116-112, 116-112, 114-114. Защитил титулы WBC, WBA и The Ring в первом полусреднем весе.                                                                                   |
| 27-0      | Лукас Матиссе (34-2)         | UD  | 12           | 14 сентября 2013 | Лас-Вегас, США                         | 115-111, 114-112, 114-112. Защитил титулы WBC, WBA и The Ring в первом полусреднем весе. Матиссе в нокдауне в 11 раунде, Гарсия оштрафован за удар ниже пояса в 12 раунде. |
| 26-0      | Заб Джуда (42-7)             | UD  | 12           | 27 апреля 2013   | Нью-Йорк, США                          | 114-111, 114-112, 115-112. Защитил титулы WBC, WBA Super и The Ring в первом полусреднем весе.                                                                             |
| 25-0      | Эрик Моралес (52-8)          | KO  | 4 (12), 2:39 | 20 октября 2012  | Нью-Йорк, США                          | Защитил титулы WBC, WBA Super и The Ring в первом полусреднем весе. |
| 24-0      | Амир Хан (26-2)              | TKO | 4 (12), 2:28 | 14 июля 2012     | Лас-Вегас, США                         | Защитил титул WBC, выиграл титул WBA Super и вакантный титул The Ring в первом полусреднем весе. Хан в нокдаунах в 3 и 4 раундах.                                          |
| 23-0      | Эрик Моралес (52-7)          | UD  | 12           | 24 апреля 2012   | Хьюстон, США                           | 117-110, 116-112, 118-109. Выиграл титул WBC в первом полусреднем весе (первый титул чемпиона мира в карьере Гарсии).                                                      |
| 22-0      | Кендалл Холт (27-4)          | SD  | 10           | 15 октября 2011  | Лос-Анджелес, США                      | 117-111, 117-111, 113-115. Выиграл вакантный титул WBO Inter-Continental в первом полусреднем весе.                                                                        |
| 21-0      | Нейт Кэмпбелл (33-7-1)       | UD  | 10           | 9 апреля 2011    | Лас-Вегас, США                         | 99-91, 98-92, 100-90. |
| 20-0      | Джон Фигероа (7-8-3)         | KO  | 2 (8), 0:52  | 25 февраля 2011  | Сан-Диего, США                         | |
| 19-0      | Майк Арнаутис (22-6-2)       | KO  | 4 (10), 1:05 | 8 октября 2010   | Филадельфия, США                       | |
| 18-0      | Хорхе Ромеро (17-2)          | TKO | 9 (10), 1:16 | 30 июля 2010     | Канкун, Мексика                        | Выиграл временный молодёжный титул WBC в полусреднем весе. |
| 17-0      | Кристофер Фернандес (18-9-1) | TKO | 7 (10), 1:18 | 7 мая 2010       | Филадельфия, США                       | |
| 16-0      | Эшли Теофан (25-3-1)         | SD  | 10           | 26 февраля 2010  | Эль-Пасо (Техас), США                  | 96-94, 95-94, 94-95. |
| 15-0      | Энрике Колин (28-6-2)        | KO  | 2 (10), 0:55 | 2 декабря 2009   | Филадельфия, США                       | Выиграл вакантный молодёжный титул WBC Intercontinental в первом полусреднем весе. Колин в нокдаунах в 1 и 2 раундах.                                                      |
| 14-0      | Оскар Леон (28-9)            | TKO | 3 (6), 2:59  | 22 августа 2009  | Хьюстон, США                           | |
| 13-0      | Павел Миранда (18-3)         | TKO | 2 (8), 0:56  | 22 августа 2009  | Хьюстон, США                           | Миранда 2 раза в нокдауне во 2 раунде. |
| 12-0      | Умберто Тапия (14-9-1)       | UD  | 8            | 11 апреля 2009   | Лас-Вегас, США                         | 80-72, 79-73, 79-73. |
| 11-0      | Кристиан Фавела (28-14-4)    | UD  | 8            | 28 февраля 2009  | Хьюстон, США                           | 80-72, 80-72, 79-73. |
| 10-0      | Луис Альфредо Луго (10-5-1)  | UD  | 8            | 6 декабря 2008   | Лас-Вегас, США                         | 80-72, 80-71, 79-73. |
| 9-0       | Адан Эрнандес (14-5)         | UD  | 6            | 22 ноября 2008   | Лас-Вегас, США                         | 59-52, 59-52, 59-52. |
| 8-0       | Дион Нэш (5-5)               | TKO | 3 (6), 2:14  | 18 октября 2008  | Атлантик-Сити, США                     | |
| 7-0       | Тайрон Уиггинс (9-22)        | TKO | 1 (4), 1:04  | 13 сентября 2008 | Лас-Вегас, США                         | |
| 6-0       | Хулио Гамбоа (28-12-2)       | UD  | 6            | 3 мая 2008       | Карсон (Калифорния), США               | 60-54, 60-54, 60-54. |
| 5-0       | Гуадалупе Диас (4-2-1)       | TKO | 1 (6), 1:53  | 19 апреля 2008   | Лас-Вегас, США                         | |
| 4-0       | Чарльз Уэйд (4-4)            | TKO | 1 (6), 0:43  | 15 марта 2008    | Лас-Вегас, США                         | |
| 3-0       | Марло Кортес (2-3-1)         | KO  | 2 (4), 1:07  | 11 января 2008   | Кабасон, США                           | |
| 2-0       | Хесус Вильяреал (1-2-1)      | TKO | 2 (4), 2:28  | 8 декабря 2007   | Лас-Вегас, США                         | |
| 1-0       | Майк Денби (0-0-1)           | KO  | 1 (4), 1:08  | 17 ноября 2007   | Атлантик-Сити, США                     | |